# 1,3,5-trichloorbenzeen
1,3,5-trichloorbenzeen is een organische verbinding met als brutoformule C6H3Cl3. De stof komt voor als gele tot witte kristallen of poeder met een kenmerkende geur. Het is een van de drie isomeren van trichloorbenzeen.

## Toxicologie en veiligheid
1,3,5-trichloorbenzeen ontleedt bij verbranding, met vorming van giftige en corrosieve dampen. Ze reageert met oxiderende stoffen.
De stof is irriterend voor de ogen en de luchtwegen.